# استحالة الموت الجسدية في عقل شخص حي
استحالة الموت الجسدية في عقل شخص حي هو عمل فني للفنان البريطاني داميان هيرست قام بها في 1991. يتكون من سمكة قرش ببري محفوظة مغمورة بالميثانال في حوض عرض زجاجي.